# Gobo (belichting)

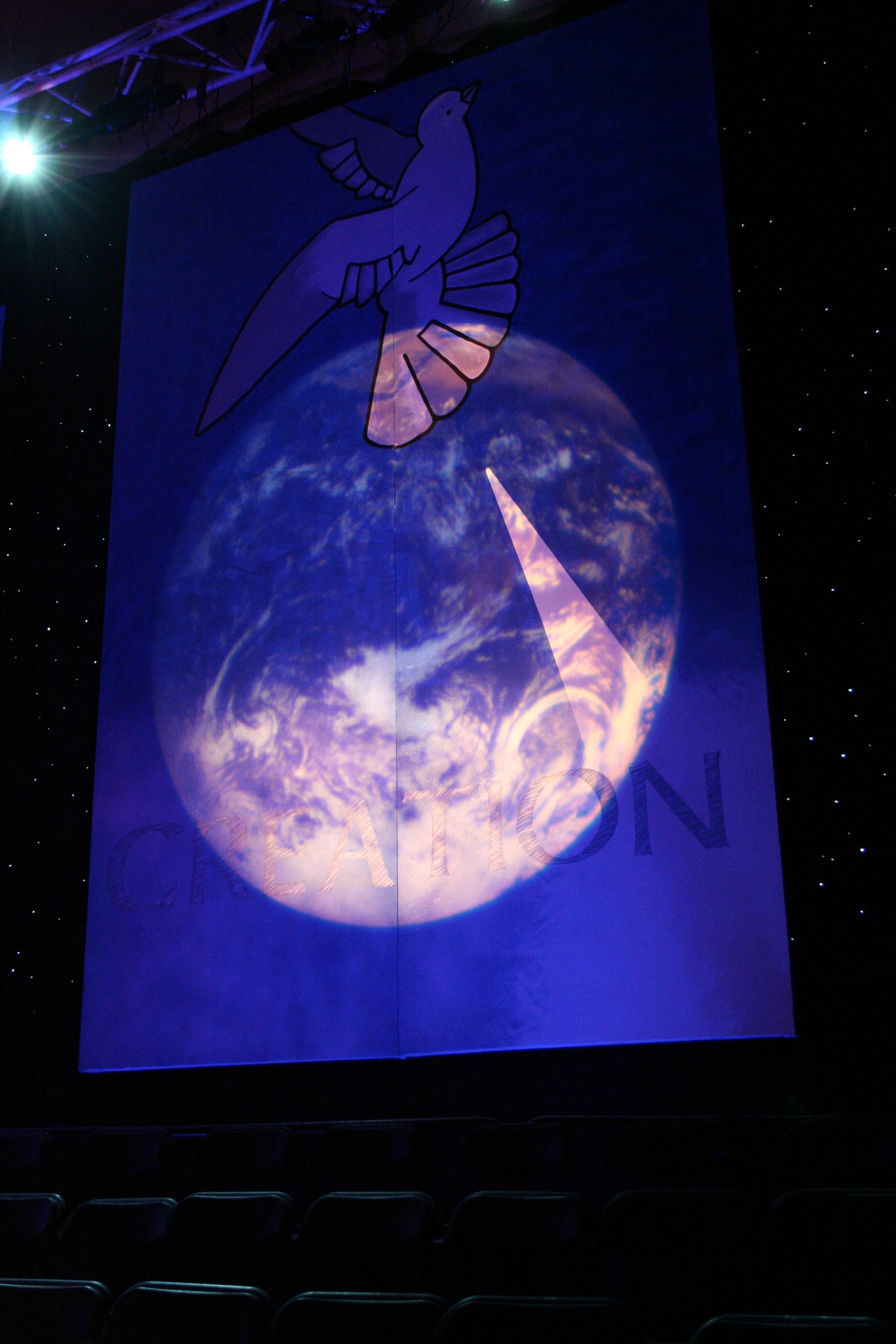
Gobo van de aarde geprojecteerd in theaterzaal

Een gobo is een metalen of glazen dia die wordt geprojecteerd in de ruimte. Gobo's worden gebruikt in de theater- en filmbelichting. Gobo's worden in de kast van een theaterschijnwerper geplaatst om de lichtbundel zodanig te vervormen (afsnijden) dat er een voorstelling geprojecteerd wordt.
Er zijn grofweg drie verschillende soorten gobo's:
1. Standaardgobo's:

Gobo's met een exacte afbeelding, bijvoorbeeld een raam, een wolk of een bliksemschicht.
2. Break-up gobo's:

Gobo's met een willekeurig patroon van eenvoudige afbeeldingen, bijvoorbeeld sterren, cirkels, bladeren of strepen.
3. Custom-made gobo's:

Gobo's die precies voor een productie op maat zijn gemaakt. Het is vrij prijzig om deze gobo's te laten maken, omdat hiervoor voor iedere gobo een nieuwe stans gemaakt moet worden.
Gobo's kunnen ook zelf gemaakt worden. Een goed materiaal hiervoor is offset-plaat of een dikkere aluminium plaat. Door de gewenste afbeelding uit te snijden, te zagen of te etsen kan een redelijk mooie en goed betaalbare gobo worden gemaakt.

## Betekenis
Het is een afkorting van go black out of "Go Between" of "Goes Before Optics". Vroeger nam men een plaatboord om snel de schijnwerper te sluiten. Men merkte dat er door in plaat een patroon uit te sparen een patroon te projecteren was. Na deze ontdekking werd de toepassing meer gebruikt. Met name een schijnwerper met parallel gebundeld licht is hiervoor geschikt.
In de film- en televisiewereld wordt regelmatig gebruikgemaakt van een grof geperforeerde lap BlackWrap voor een fresnelschijnwerper. Het eindresultaat hiervan wordt ook wel een "koekeloeris" genoemd. Later werd er door David Hersey, de lichtontwerper van grote musicals in Londen, veel geëxperimenteerd. Dit resulteerde in het ontstaan van DHA lighting, een bedrijf met meer dan 800 verschillende gobo's. Deze worden gemaakt van 0,15 mm dik roestvast staal.

## Glazen gobo's
Glazen gobo's zijn gemaakt van hoogwaardig glas dat tegen temperaturen tot 450°C bestand is. De voordelen zijn dat men volledig vrij is in het ontwerp. Er zijn geen verbindingsstukjes nodig, zoals bij een letter O.
Glazen gobo's hebben een veel hogere resolutie dan metalen gobo's en ze trekken niet krom. Een ander voordeel is dat er foto's mee geprojecteerd kunnen worden. Een nadeel is dat glas breekbaar is.

## Fullcolourglasgobo's
Fullcolourglasgobo's worden opgebouwd uit vier lagen, namelijk een zwart-witlaag en drie kleurlagen. Deze kleurlagen zijn respectievelijk geel, magenta en cyaan en zijn gemaakt van dichroïde filters, dat wil zeggen filters die het gedeelte van het licht dat ze niet doorlaten, niet omzetten in warmte, maar naar de lamp terugkaatsen. Bij de Beacon-gobo's zijn deze filters 0,1 mm dik, waardoor er geen leklicht (licht dat tussen kieren door schijnt en een onbedoeld effect geeft) tussen de lagen door kan komen. Ook de scherpte van de gobo's is daardoor heel goed. Met dit systeem kunnen er fullcolourfoto's geprojecteerd worden met een lange levensduur. De fullcolourgobo kan een temperatuur aan van ongeveer 360°C.

## Digigobo's
Een digigobo is een gobo die gebruik wordt in een beamer, zodat er een videostream of videoclip kan worden vertoond. Dit kan ook een Photoshopbestand zijn dat gebruikt wordt als gobo. Daarom wordt er ook wel gesproken van digitaal licht. Om op deze manier een lichtontwerp te maken, heeft men ook een mediaserver nodig.